# Pont-de-Veyle
Pont-de-Veyle – miejscowość i gmina we Francji, w regionie Owernia-Rodan-Alpy, w departamencie Ain.

## Demografia
Według danych na styczeń 2012 roku gminę zamieszkiwały 1702 osoby, a gęstość zaludnienia wynosiła 877,3 osób/km².

Populacja Pont-de-Veyle w latach 1962–2008

## Galeria

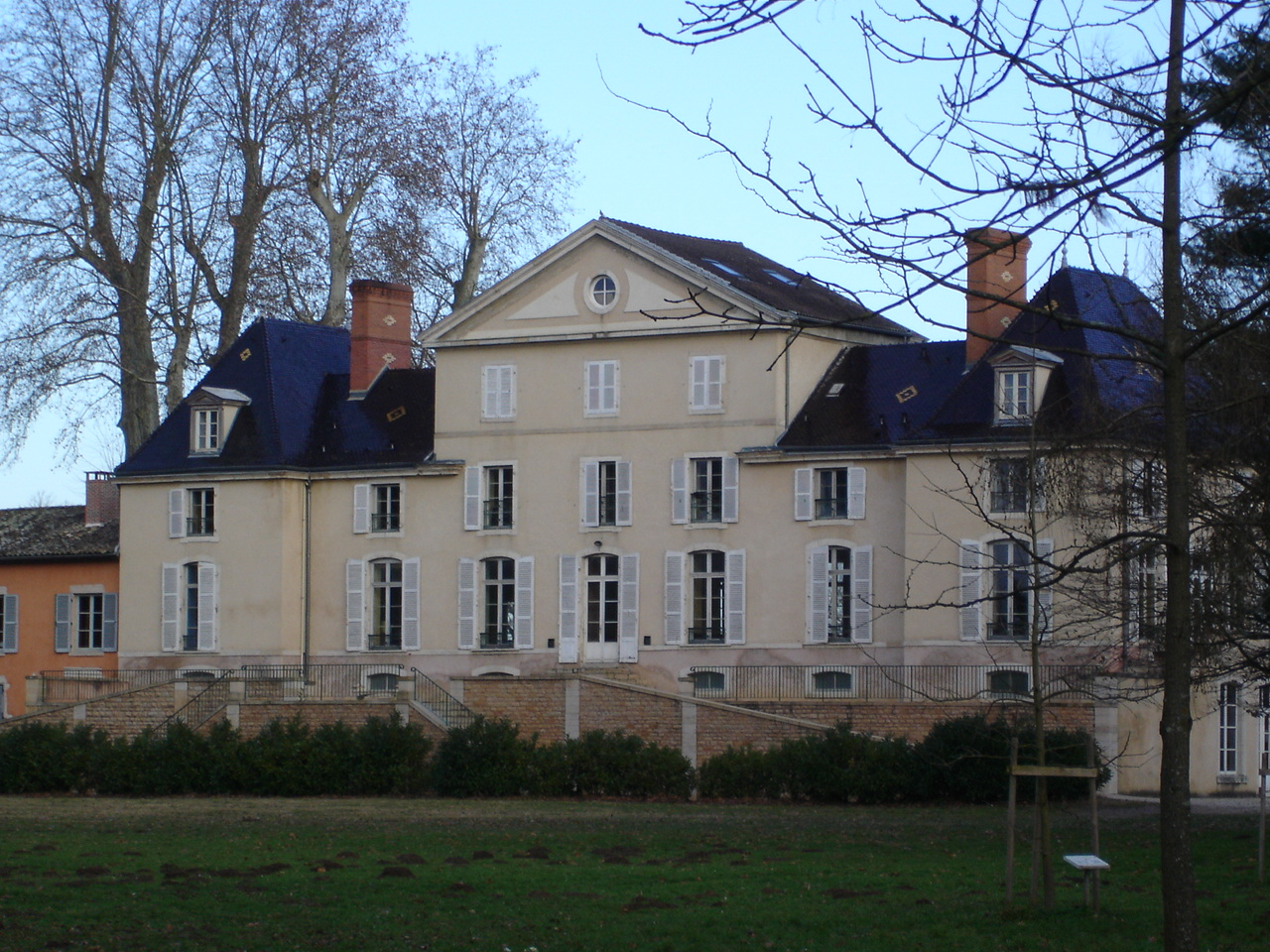
Zamek (2008)
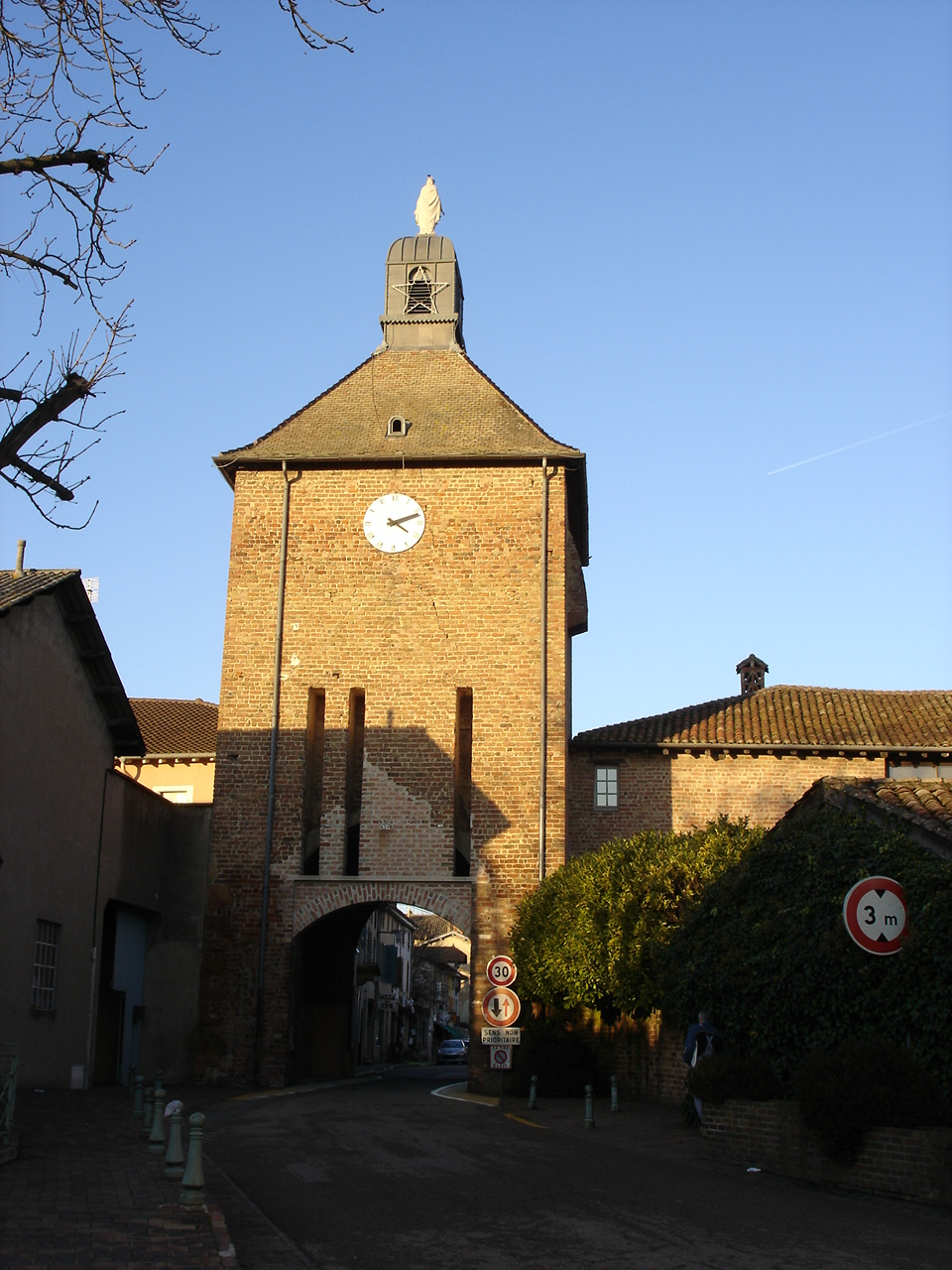
Brama (2007)
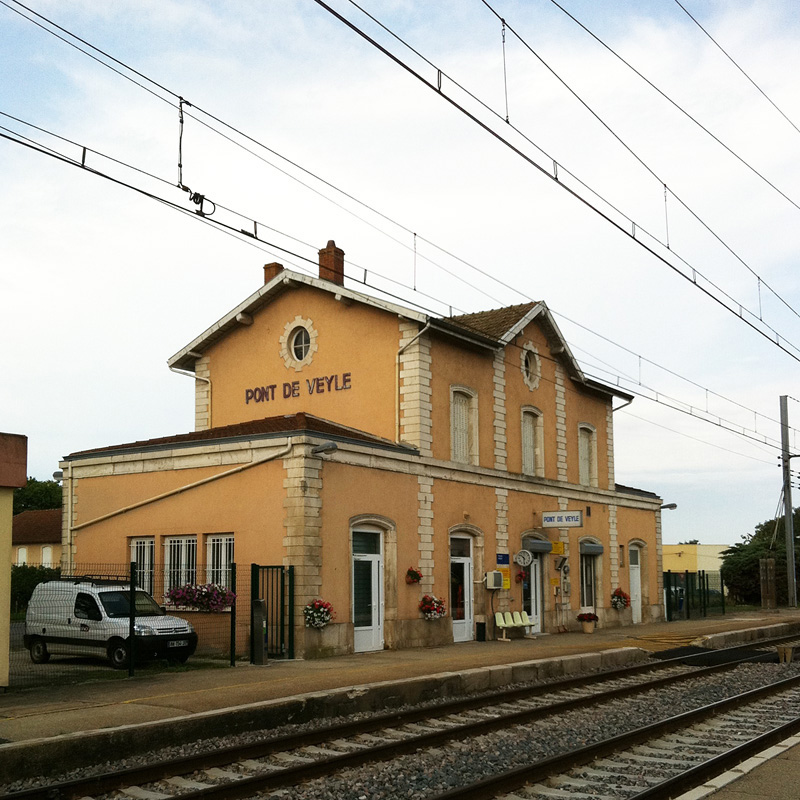
Dworzec kolejowy (2011)